# 学芸館高等学校

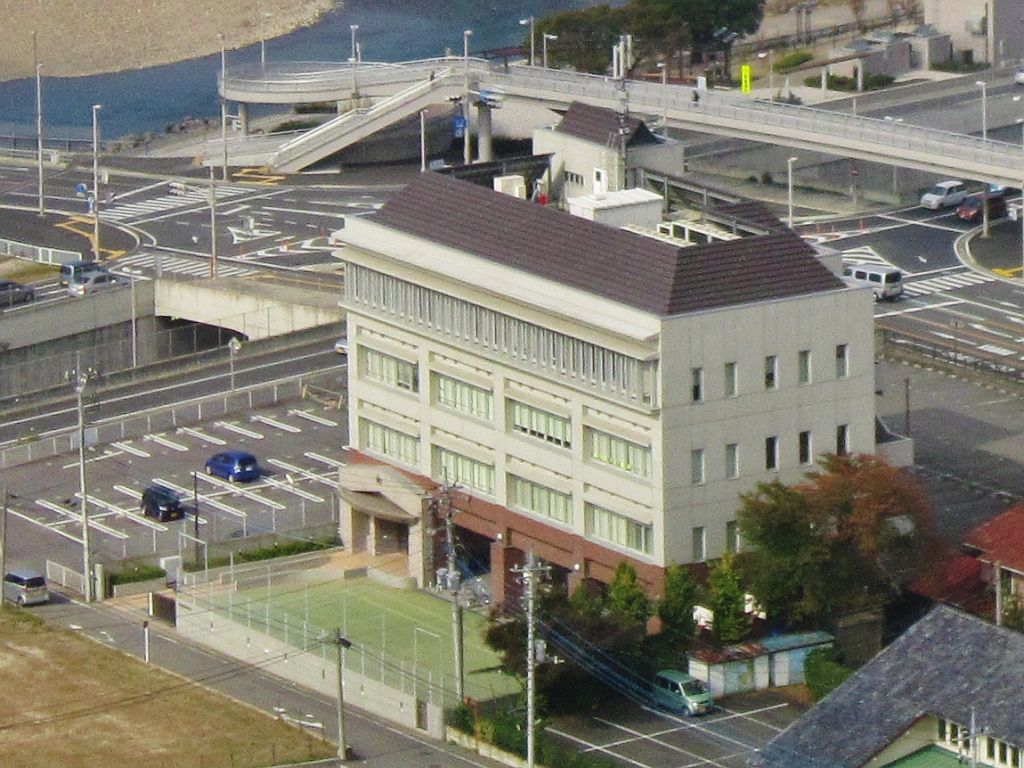
高崎市庁舎より見下ろす高崎本校

学芸館高等学校（がくげいかんこうとうがっこう）は、群馬県高崎市高松町に本校があった私立通信制高等学校。学校法人大成学園が設置者だった。

## 概要
東京都三鷹市で大成高等学校を運営する、学校法人大成学園が2004年に設置した単位制・通信制の学校。

単位認定は、授業の出席、レポート提出、試験の成績で行った。また、所属の校舎へ平日通学することも可能だった。単位の認定が厳しい基準に基づく中、3年生まで在学した生徒（1、2年次留年者・退学者を除く）の卒業率は95%程度であった。
各校舎（学習センター）では、近隣の大学と単位習得・スクーリング提携を行い、幅広い知識・教養を身につけることができた。各校舎は、以下のとおりで、閉校時は小山、八王子、東京の各学習センターがあった。
- 高崎本校（群馬県高崎市）
- 東京学習センター（東京都文京区）
- 小山学習センター（栃木県小山市）
- 八王子学習センター（東京都八王子市）
- 新小岩学習センター（東京都葛飾区）
- 川崎学習センター（神奈川県川崎市）

2015年（平成27年）11月6日、学芸館高等学校は、2017年（平成29年）度以降の生徒の募集を停止し、2018年度をもって閉校すると発表した。少子化などから生徒数の確保が将来的にも困難であると判断したことによるものだった。そして2019年（平成31年）3月31日に閉校した。
学芸館高校の卒業証明書などの学籍関係の事務は三鷹市の大成高校で行なっている。

## 教育

### 教育概念
- 「大器晩成」

### 設置していた学科
- 通信制課程 普通科

#### 設置していたコース
普通コース
高校卒業資格の取得をめざし、文部科学省の定めた規定をクリアするための教育を行う。
美術コース
美術に興味がある者を受け入れている。なお、あくまで、普通科の美術コースであり、「美術科」では無いので、基本的なカリキュラム等は普通コースと重複する物が多い。
音楽コース
音楽に興味がある者を受け入れている。なお、あくまで、普通科の音楽コースであり、「音楽科」では無いので、基本的なカリキュラム等は普通コースと重複する物が多い。
情報コース
マウスを動かす・Microsoft Windowsの操作方法等の基礎から、表計算ソフトの使い方、さらにはプログラミングまで幅広く指導する。なお、あくまで、普通科の情報コースであり、「情報科」では無いので、基本的なカリキュラム等は普通コースと重複する物が多い。

## 募集要項（募集停止前）

### 出願資格
- 関東地方全域（1都6県）、新潟県、山梨県、長野県に在住している高卒見込者、高卒者。

### 学費
初年度は入学金を含む約40万円。次年度以降は履修単位によるが、約30万円前後。
- 入学金 - 50,000円
- 授業料 - 1単位毎9,600円
- 教育充実費 - 年額30,000円
- 施設設備費 - 年額30,000円（普通コース）、年額40,000円（美、音、情コース）

## 著名な卒業生
- 瀬間詠里花 - プロテニス選手